# Beneamane
Beneamane (ou Benamane) est une commune de Mauritanie située dans le département d'Aïoun El Atrouss de la région de Hodh Ech Chargui.